# Konstantin Landa
Konstantin Jur'evič Landa (in russo Константин Юрьевич Ланда?; Omsk, 22 maggio 1972 – 12 ottobre 2022) è stato uno scacchista russo, Grande maestro.

## Biografia
Grande maestro dal 1995, ha raggiunto il massimo Elo in ottobre del 2007, con 2678 punti. Nella lista FIDE di aprile 2009 aveva 2627 punti, 109º al mondo e 26º in Russia. Tra i principali risultati ottenuti si possono citare:
- 1992: =2º con Pavel Tregubov al campionato russo
- 1994: 1º all'open di Oberwart
- 1996: =1º a Welden e a Pechino
- 1999: =1º con Alexey Dreev all'open di Úbeda
- 2000: =1º a Bad Wiessee
- 2001: =1º con Ľubomír Ftáčnik al Neckar Open di Deizisau
- 2002: =2º con Emil Sutovsky al campionato open della Slovacchia; =1º con Zachar Jefimenko all'open di Fürth
- 2004: partecipa al campionato del mondo di Tripoli, ma perde al primo turno contro Sergei Movsesian
- 2005: 1º a Trieste
- 2006: vince il torneo di Capodanno di Reggio Emilia 2005/2006
- 2007: 1º al campionato internazionale di Amburgo